# Coen de Ranitz

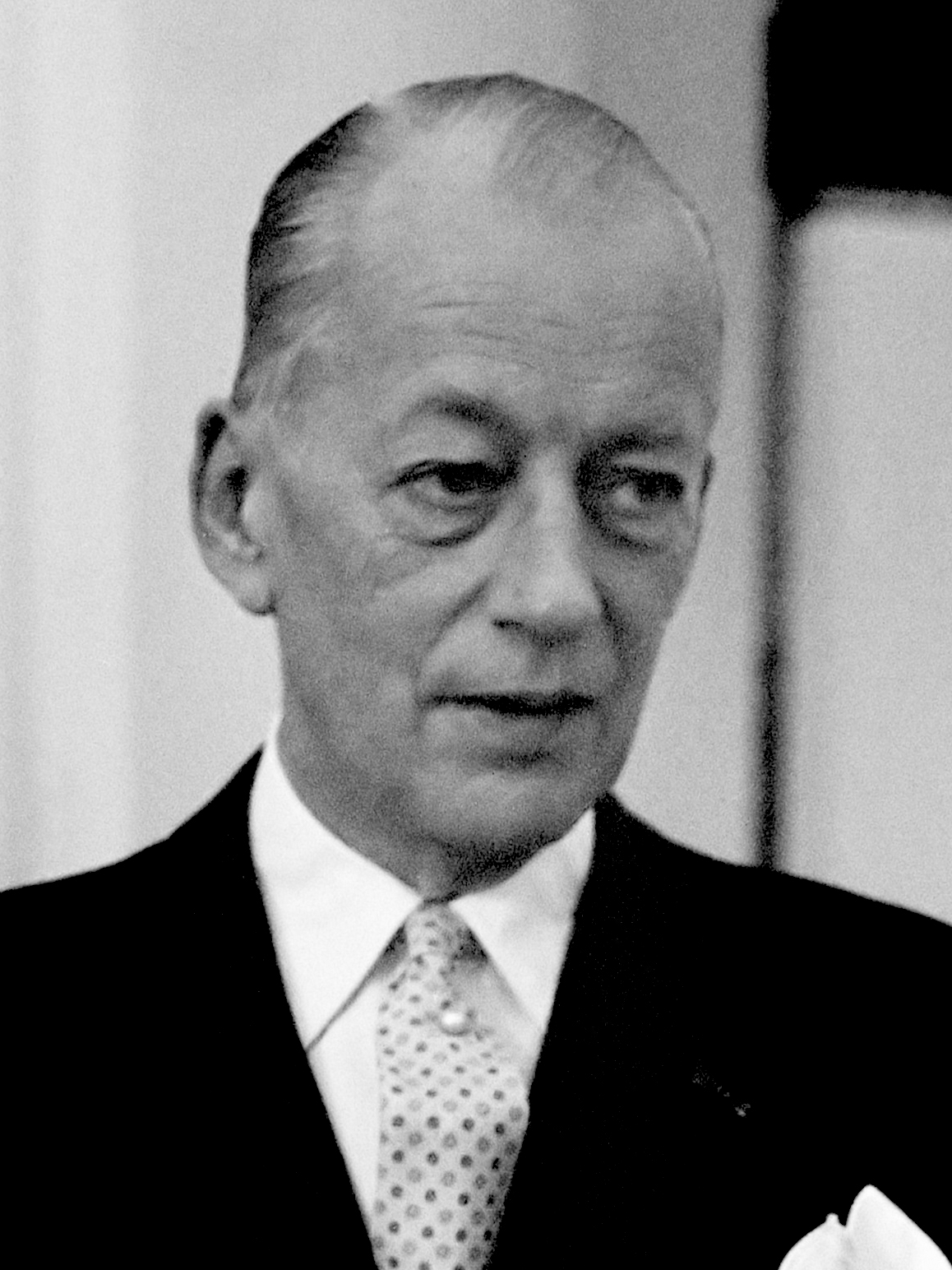
Coen de Ranitz (1969)

Jhr. Constant Johan Adriaan (Coen) de Ranitz  (Den Haag, 3 april 1905 — Driebergen-Rijsenburg, 24 februari 1983) was burgemeester van Utrecht van 1948 tot 1970. Hij was de zoon van jhr. Sebastiaan Mattheüs Sigismund de Ranitz en Anna Nannette van Iterson. Hij trouwde in Den Haag in 1945 met jonkvrouw Ariane Margaretha de Brauw (Den Haag, 10 januari 1911 - Driebergen-Rijsenburg, 16 oktober 1981). Het paar bleef kinderloos.

## Ambtenaar
Na het gymnasium in Den Haag studeerde De Ranitz rechten aan de Rijksuniversiteit Leiden. In 1938 promoveerde hij in de rechtsgeleerdheid. Van 1932 tot 1948 was hij werkzaam op verschillende ministeries in Den Haag.

## Oorlogsjaren
De Ranitz kwam een aantal malen in de problemen met de bezetter. Hij werd gearresteerd vanwege hulp de aan Engelandvaarders en de belediging van het Duitse Rijk en zat van april 1941 tot november 1942 gevangen in de gevangenis van Scheveningen (Oranjehotel) en later in Duitsland. Na de oorlog hechtte hij als voorzitter van de Stichting Oranjehotel grote waarde aan de oorlogsherdenking en de viering van bevrijdingsdag.

## Burgemeester

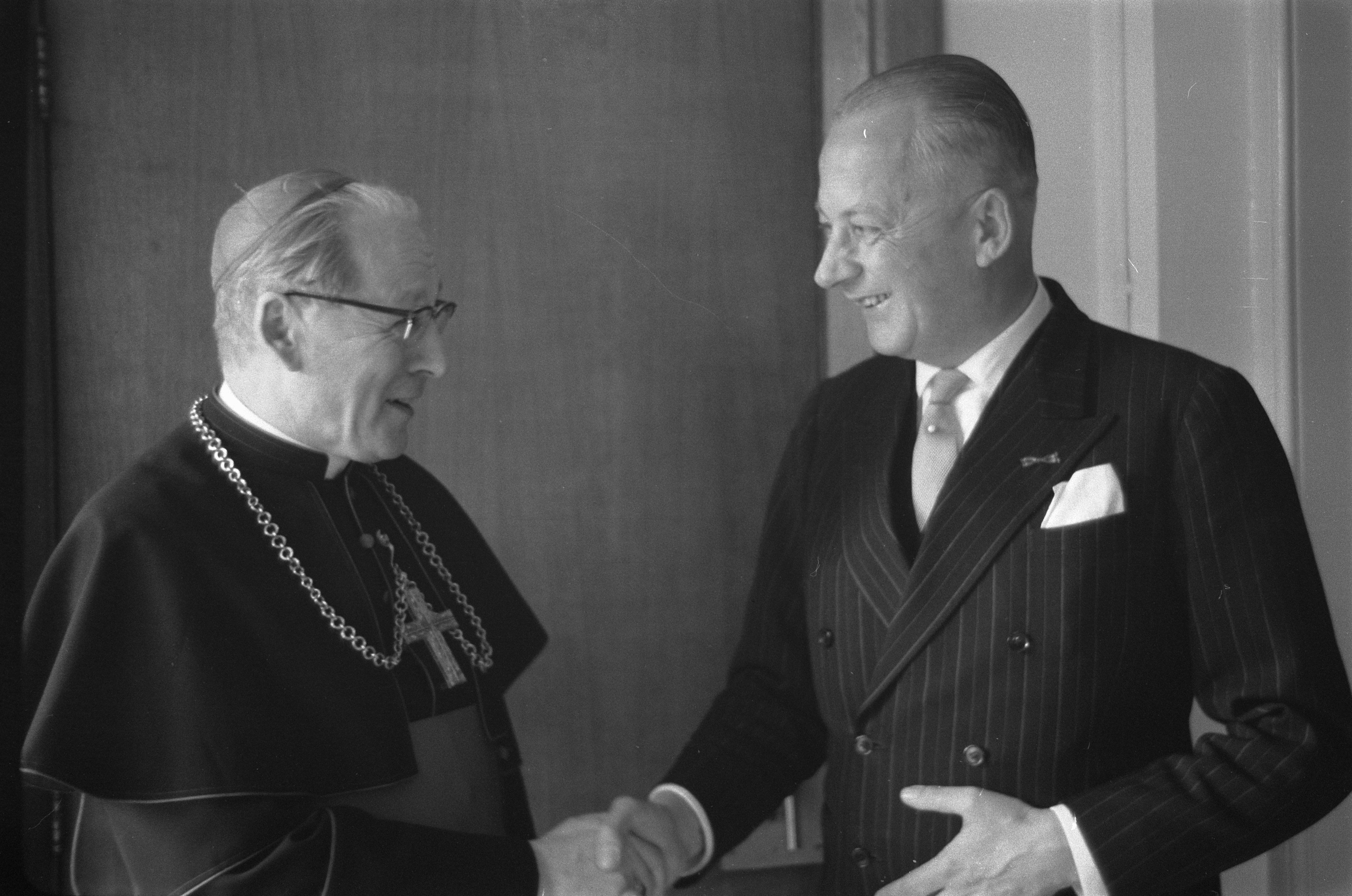
Burgemeester De Ranitz met kardinaal Alfrink

In 1948 werd De Ranitz bij Koninklijk Besluit benoemd tot burgemeester van Utrecht. Hij was geen lid van een politieke partij. Zijn benoeming wekte verbazing nadat koningin Juliana de benoeming van Ridder van Rappard, sinds 1939 burgemeester van Gorinchem, had verhinderd.
Tijdens zijn burgemeesterschap werd Utrecht uitgebreid met de voormalige gemeente Zuilen en met delen van omliggende gemeenten. In 1959 nam de raad het eerste besluit om stadssingels te dempen. Dit besluit, en vele besluiten die volgden, ondervonden in toenemende mate tegenstand bij de burgerij. Uiteindelijk werden alleen de Catharijne- en Weerdsingel gedempt. Van het verkeerscirculatieplan bleef niet veel meer over en in 1997 is een begin gemaakt met het weer opengraven van de gedempte singels. Ondanks het feit dat hij met een deftig Haags accent sprak en regenteske trekjes had wist hij het vertrouwen van de gehele bevolking te winnen.
In 1970 ging De Ranitz met pensioen. Op 28 april 1970 kreeg hij de zilveren erepenning van de gemeente Utrecht.

## Relatie met het Koningshuis
De echtgenote van De Ranitz was van 1934 tot 1940 hofdame van prinses Juliana. Het echtpaar was persoonlijk bevriend met Juliana en Bernhard.

## Onderscheidingen

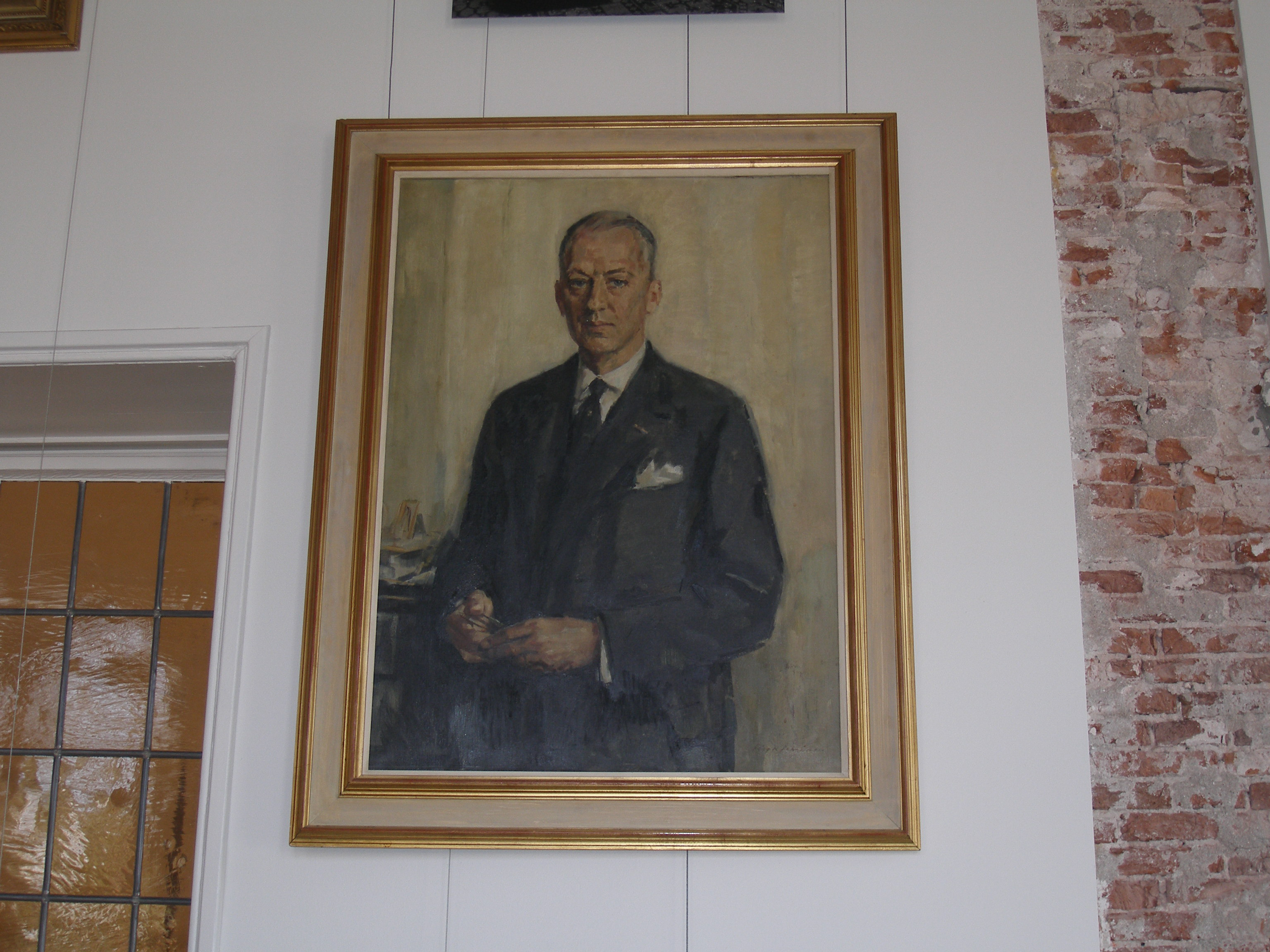
de Ranitz op een schilderij in het stadhuis van Utrecht

- Ridder in de Orde van Oranje-Nassau
- Commandeur in de Orde van Oranje-Nassau
- Erekruis Huisorde van Oranje.

Hij was tevens ereridder van de Johanniter Orde
 en drager van de Gouden Jacobsstaf van de Nationale Padvindersraad.
Zie ook de Lijst van burgemeesters van Utrecht